# Liste der Kulturdenkmäler in Plütscheid
In der Liste der Kulturdenkmäler in Plütscheid sind alle Kulturdenkmäler der rheinland-pfälzischen Ortsgemeinde Plütscheid aufgeführt. Grundlage ist die Denkmalliste des Landes Rheinland-Pfalz (Stand: 27. Juni 2022).

## Einzeldenkmäler
| Bezeichnung                                          | Lage                                                              | Baujahr                           | Beschreibung | Bild                           |
| ---------------------------------------------------- | ----------------------------------------------------------------- | --------------------------------- | --- | ------------------------------ |
| Katholische Filialkirche St. Antonius der Einsiedler | Am Wehrbusch 2a Lage                                              | 1928/29                           | Staffelhallenkirche mit Giebeldachreiter, Reformarchitektur, 1928/29; an der Chorrückwand bauzeitliche byzantinisierende und romanisierende Ausmalung | weitere Bilder Fotos hochladen |
| Hofanlage                                            | Hauptstraße 8 Lage                                                | 1758                              | Streckhof; barockes Wohnhaus, bezeichnet 1758 | weitere Bilder Fotos hochladen |
| Wegekreuz                                            | Hauptstraße, vor Nr. 12 Lage                                      | 1631                              | Nischenkreuz, bezeichnet 1631 | weitere Bilder Fotos hochladen |
| Hofanlage                                            | Im Eck 1 Lage                                                     | Mitte des 18. Jahrhunderts        | Hakenhof; vierachsiges Wohnhaus, Mitte des 18. Jahrhunderts, Stall und Scheune                                                                        | weitere Bilder Fotos hochladen |
| Wegekreuz                                            | nördlich des Ortes an einem Feldweg Lage                          | erste Hälfte des 17. Jahrhunderts | reliefiertes Nischenkreuz, wohl aus der ersten Hälfte des 17. Jahrhunderts                                                                            | weitere Bilder Fotos hochladen |
| Wegekreuz                                            | nördlich des Ortes an der L 33 Lage                               | 1785                              | Schaftkreuz, 1785 | weitere Bilder Fotos hochladen |
| Wegekreuz                                            | nordöstlich des Ortes an der Gemarkungsgrenze zu Feuerscheid Lage | 1875                              | Schaftkreuz, bezeichnet 1875, Metallkorpus jünger | weitere Bilder Fotos hochladen |